# Satasidham
Satasidham (en népalais : सतासिधाम) est un comité de développement villageois du Népal situé dans le district de Jhapa. Au recensement de 2011, il comptait 26 171 habitants.